# Werner Hagen (Ornithologe)
Werner Hagen, vollständig Werner Hugo Adolf Hagen (* 28. September 1884 in Lübeck; † 29. Januar 1960 in Ratzeburg) war ein deutscher Pädagoge und Ornithologe.

## Leben
Werner Hagen war ein Sohn des Lübecker Zollbeamten Adolf Hagen (1849–1916) und dessen Frau Marie, geb. Landt. Er erlernte zunächst den Kaufmannsberuf. Seine naturwissenschaftlichen Neigungen brachten ihn jedoch dazu, Lehrer zu werden. 1923 legte er das Examen als Mittelschullehrer in den Fächern Biologie und Geographie ab. Über Jahrzehnte war er an Realschulen in Lübeck tätig. Im Ruhestand zog er nach Ratzeburg.
Hagens erster vogelkundlicher Aufsatz erschien schon 1906, der letzte posthum 1962. Seit 1910 war er Mitglied der Deutschen Ornithologen-Gesellschaft; darüber hinaus gehörte er zahlreichen naturkundlichen Einrichtungen und Vereinen in Lübeck und Umgebung an. Mit seiner Schrift Die Vögel des Freistaates und Fürstentums Lübeck legte er die erste vollständige Beschreibung der Avifauna der Region vor. Das Werk enthält auch eine Geschichte der lübeckischen Ornithologie. Seine über 50 Jahre lang gesammelten Daten zur Ankunft der Zugvögel im Frühjahr in der Region Lübeck wurden 1962 posthum veröffentlicht. Sie sind heute auch eine wichtige Quelle zur Klimaentwicklung.
Hagen gehörte zu den frühen Befürwortern des Naturschutzes. Schon 1909 referierte vor der Lübecker Gesellschaft zur Beförderung gemeinnütziger Tätigkeit über das Tier- und Vogelleben der Palinger Heide und der Moore und regte ihre Unterschutzstellung an.

## Werke
- Die Vögel des Freistaates und Fürstentums Lübeck. Berlin: Junk 1913

doi:10.1007/978-94-017-6669-2 E-Book; Digitalisat, HathiTrust
- Die deutsche Vogelwelt nach ihrem Standort: ein Beitrag zur Zoogeographie Deutschlands und zugleich ein Exkursionsbuch zum Kennenlernen der Vögel. Magdeburg: Creutz [1922]
- Unsere Vögel und ihre Lebensverhältnisse: die Beziehungen des Vogels zu seiner Umwelt. Freiburg i. Breisgau: Fisher 1922.
- Die Nebelkrähe (Corvus corone cornix L.) in der Nordmark. In: Die Heimat. Bd. 34 (1924), Heft 1, Januar 1924, S. 12–17 (Digitalisat).
- Das Sultanshuhn (Porphyrio caruleus [Vandelli] in der Nordmark). In: Die Heimat. Bd. 34 (1924), Heft 6, Juni 1924, S. 173f. (Digitalisat).
- Abseits vom Wege: Naturschilderungen. Essen-Stadtwald: Fürstenau 1936
- Erp: die Geschichte einer Wildente. Berlin-Lichterfelde: Bermühler [1938]

(Niederländisch) Erk : De levensweg van een wilde eend. Naarden : Rutgers [1941]
3. Auflage mit Illustrationen von Erich Schröder, Paderborn: Schöningh 1954
- Wunder des Alltags: Natur- und Jagdbilder. Mit 16 Fotos von Karl Stülcken, Wedel/Holstein: Alster-Verlag Curt Brauns 1941
- Der Einsiedler der Haidkoppel. Eine Schwarzspecht-Geschichte. 1947
- Die Frühlingsankunft der Zugvögel bei Lübeck und ihre Beziehung zur Witterung und anderen äußeren Faktoren. in: Schriften des Naturwissenschaftlichen Vereins für Schleswig-Holstein 33 (1962), S. 37–86